# Brey-et-Maison-du-Bois
Brey-et-Maison-du-Bois là một xã trong vùng hành chính Franche-Comté, thuộc tỉnh Doubs, quận Pontarlier, tổng Mouthe. Tọa độ địa lý của xã là 46° 44' vĩ độ bắc, 06° 15' kinh độ đông. Brey-et-Maison-du-Bois nằm trên độ cao trung bình là 914 mét trên mặt nước biển, có điểm thấp nhất là 868 mét và điểm cao nhất là 1055 mét. Xã có diện tích 6.18 km², dân số vào thời điểm 2005 là 104 người; mật độ dân số là 17 người/km².

## Thông tin nhân khẩu
| 1688 | 1790 | 1851 | 1962 | 1968 | 1975 | 1982 | 1990 | 1999 |
| ---- | ---- | ---- | ---- | ---- | ---- | ---- | ---- | ---- |
| 149  | 208  | 206  | 97   | 101  | 91   | 74   | 74   | 100  |

## Địa điểm tham quan
Nhà thờ của Maison-du-Bois được xây dựng năm 1497.